# Хуго Рушевљанин
Хуго Рушевљанин (4. јун 1927) био је југословенски и српски фудбалски тренер. Најистакнутији је био као тренер Новог Сада. Касније је тренирао Партизан и Вардар. 
1961. године, Рушевљанин, Првослав Михајловић, Љубомир Ловрић и Милован Ћирић формирали су тренерски одбор који ће водити југословенску фудбалску репрезентацију.
Сезоне 1963/64, Рушевљанин остаје као селектор репрезентације, заједно са Љубомиром Ловрићем. 

## Утицај
Рушевљанин је такође био и ментор и узор млађим будућим тренерима. Код неких је направио кључни искорак у њиховим тадашњим каријерама, као што су Милан Живадиновић и Драгољуб Беквалац. 